# St. Ulrich (Aichen)

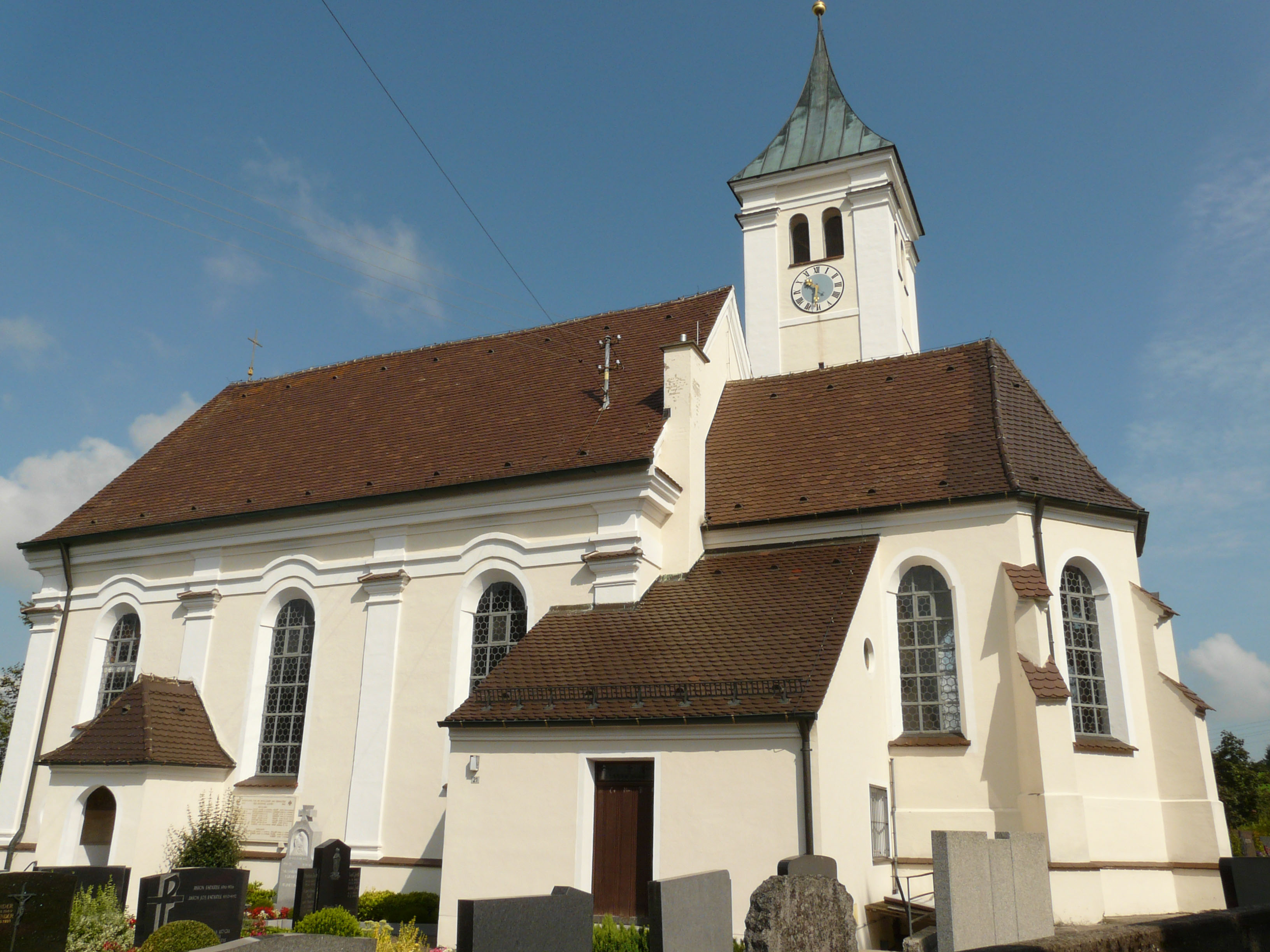
Kirche St. Ulrich in Aichen

Die katholische Pfarrkirche St. Ulrich in Aichen, einer Gemeinde im schwäbischen Landkreis Günzburg in Bayern, wurde 1727 errichtet. Die Kirche an der St.-Ulrich-Straße 21, an der östlichen Anhöhe des Zusamtals, ist ein geschütztes Baudenkmal.
Im Jahr 1727 wurde unter Beibehaltung des aus dem 15. Jahrhundert stammenden Chores eine neue Kirche errichtet. Das einschiffige, flachgedeckte Langhaus und der quadratische Nordturm mit Zeltdach wurden vermutlich von Michael Stiller erbaut. Der eingezogene Chor mit Stichkappentonne und dreiseitigem Schluss wurde mit neuer Stuckausschmückung versehen. Die Fresken im Langhaus und Chor stammen aus dem Jahr 1727.
Nach der Renovierung der dem heiligen Ulrich geweihten Kirche im Jahr 1995 stellte man die zwischenzeitlich eingelagerten Neurenaissance-Altäre von 1883, die von Josef Hilber aus Krumbach geschaffen wurden, wieder auf.